# Berchtesgadener Tracht
Die Berchtesgadener Tracht ist eine im Berchtesgadener Land, dem südlichen Teil des gleichnamigen Landkreises getragene Tracht. Sie ist benannt nach Berchtesgaden, dem zentralen Markt des Verbreitungsgebietes, das bis 1803 als Fürstpropstei Berchtesgaden eigenständig war.
Die Tracht wird unter anderem von Trachtenvereinen, den Berchtesgadener Weihnachtsschützen und den Musikkapellen im Berchtesgadener Raum gepflegt. Viele Bewohner des Verbreitungsgebietes tragen aber auch die Tracht, ohne in einem Verein organisiert zu sein. Die Berchtesgadener Tracht ist – wie die heutigen oberbayerischen Gebirgstrachten im Allgemeinen – kein historisches Gewand im wissenschaftlichen Sinn. Sie hat sich erst Ende des 19. Jahrhunderts mit der Verbreitung der Trachtenvereine im oberbayerischen Raum entwickelt.

## Allgemein
Die Ausstattung der Tracht wächst mit Alter und Ansehen. Bei den Frauen unterscheidet sich die Tracht je nach Alter bzw. Familienstand auch grundsätzlich.

## Männer- und Burschen

### Hut
Zur Berchtesgadener Tracht gibt es zwei grundsätzliche Hutformen:
- Den Schützenhut
- Den Rundscheibling

Ähnlich den Uniformkopfbedeckungen wird er von "Trachtlern" im Allgemeinen nicht abgenommen, außer sie betreten ein Gotteshaus oder nehmen an einem Gottesdienst im Freien teil.

### Hutschmuck
Als Hutschmuck sind verschiedene Jagdtrophäen verbreitet. Je nach Vereinszugehörigkeit werden Gamsbärte, Spielhahnfedern oder Roagaspitz (Flügelfeder des indischen Schlangenhalsvogels) getragen. Des Weiteren werden zuweilen auch Abzeichen oder Ähnliches den Hüten angefügt, wobei der Schmuck, wie bereits oben erwähnt, mit Alter und Ansehen wächst.

### Hemd (Pfoad)
Das Originalhemd mit Steg ist meist aus elfenbeinfarbenem Leinen und mit Perlmuttknöpfen versehen. Im Steg sind zuweilen auch in altdeutscher Schrift die Initialen eingestickt.

### Bindl
Statt einer Krawatte wird ein sogenanntes Bindl getragen. Es besteht aus einem rautenförmigen Seidentuch von ca. 10 bis 15 cm Länge.

### Messer
Das Messer hat entweder einen Horn- oder "Goasfuas"-Griff. Die Horngriffe sind meist mit Silber beschlagen oder mit Schnitzereien verziert. Der "Goasfuas" (Geißfuss) ist in Wirklichkeit meist ein Rehfuß, in den die Klinge eingearbeitet wurde.

### Hosenträger
Der Trägerriemen ist zwischen 2 und 3 cm breit, am Rücken gekreuzt (oft von einer Silberspange gehalten) und hat die Schließe über dem Taferl. Aufwändigere Taferl haben alte Stickereien oder Hornverzierungen.

### Lederhose
Die originale Berchtesgadener Lederhose wird in Handarbeit hergestellt. Es gibt sie als kurze und als Kniebundhose, vereinzelt werden auch lange Lederhosen getragen. Dabei werden die Strümpfe über der langen Lederhose getragen. Die kurze Hose hat ein moosgrüne Auszier. Die Gestaltung der Auszier richtet sich meist nach sehr alten Vorlagen. Die Hose hat vorne einen Latz, wird an den Seiten mit Bandln geschnürt und besitzt eine Messertasche, auf der die Initialen eingestickt sein können. Als Nahtverzieungen gibt es einfachen Kreuzstich oder das S-Laubmuster. Schuhplattler haben oft dünnere Hosen, um den Schlag lauter werden zu lassen.

### Tuchhose
Zu feierlichen Anlässen wird anstatt der Lederhose eine lange schwarze Tuchhose getragen. 

### Weste (Laibi)
Zur Tracht wird ein grünes "Laibi" getragen. Der Rücken aus schwarzer Seide ist die Vorderseite aus Filz gefertigt, die wiederum mit geschwungenen "Schwalben"- oder Kastentaschen und Silberknöpfen ausgestattet ist. Oben wird die Weste mit ein oder zwei silbernen Knopfketten geschlossen.

### Joppe
Die Berchtesgadener Joppe wird in den Ausführungen lichtgrau (zumeist in den Trachtenvereinen) und blaugrau (zumeist von den Weihnachtsschützen und außerhalb der Vereine) getragen. Die Joppe ist hinten nicht geschlitzt und hat grüne Filzapplikationen.

### Strümpfe
Getragen werden dunkelgraue, bis zum Knie reichende Wollstrümpfe, zur kurzen Hose auch weiße Strümpfe und davon losgelöste "Wadlstrümpf", oder auch "Loferl" genannt, mit dunkelgrünen Rändern und Verzierungen.

### Schuhe
Zur Tracht werden Haferlschuhe aus schwarzem Leder mit seitlicher Schnürung getragen und im Winter stattdessen auch knöchelhoch schwarze Schnürstiefel, sogenannte Schützenschuhe.

### Schmuck
Zusätzlich zu anderem Schmuck werden oft auch noch Broschen oder Nadeln an der Joppe getragen (meist Auszeichnungen vom Preisplattln oder sonstige Ehrungen). Sind diese nicht zu groß, können sie auch den Hut zieren. Zwischen den beiden äußersten vorderen Knöpfen der Lederhose wird manchmal ein Charivari (gesprochen: Schariwari), eine mit verschiedenen alten Münzen, Krallen, Hornschnitzereien oder Ähnlichem bestückte Kette, getragen. Zur Tracht gehört auch eine silberne oder silberfarbene Taschenuhr mit Sprungdeckel.

## Frauen- und Mädchentracht

### Hut
Mädchen tragen den Scheibling (aus grünem Filz) mit Adlerflaum. Typisch für die Berchtesgadener Frauentracht ist der gleichfalls runde „Berchtesgadener Frauenhut“ mit gelegter Kordel. Er ist oft mit Goldquasten verziert.

### Gewand
Zur Tracht der Dirndl und Frauen gehören ein Mieder, an dem ein Rockhaken angebracht ist, dazu ein gleichfarbiger handgereihter Rock mit weißer Bluse, Schürze, weiße Seidenstrümpfe und schwarze Leder-Trachtenschuhe. Die typische Farbe für Rock und Mieder ist schwarz (oft mit grüner Stickerei), für Mädchen grün. Eine Besonderheit Berchtesgadens ist das Tragen eines in Falten geworfenen „gesperlten“ Schultertuchs mit handgehäkelter Spitze.
Verheiratete (ältere) Frauen tragen sogenannte „Röcki“ aus schwarzer handgereihter Seide als Tracht. Sie besteht aus dem Oberteil mit einem schweren Mieder, dem sogenannten Schalk, dem zugehörigen wadenlangen Rock und Schürze.
Dazu wird der "Zegger", eine geflochtene Handtasche getragen.

### Schmuck
Zum Schmuck gehören neben dem obligatorischen Hutschmuck ein Samthalsband, Krandlschmuck oder eine mehrreihige Halskette ("Kropfkette") sowie Haarschmuck und Ohrringe.